# Аврам Стамболски
Аврам Петков Стамболски (1835 – май 1876) е български революционер, участник в Априлското въстание, председател на революционния комитет в село Мусина. Загива при последната битка край Дряновския манастир.

## Произход
Аврам Стамболски е роден през 1835 г. в село Мусина, недалеч от Велико Търново. Той е най-големият от шестте деца (трима сина и три дъщери) на Пауна и Петко Стамболски. Фамилното име Стамболски семейството придобива благодарение на бащата на Петко, Тотю Иванов Стойнов, и неговото дейно участие в живота на селото. Тотю Стойнов, упълномощен от мусинчаните да бъде техен представител пред турските власти, посещава Истанбул и урежда там въпроса за границите на Мусинското землище. Успешно изпълнената задача завинаги свързва неговото име с този град и оттогава родът на Тотю става известен като Стамболски.

## Биография
Ученическите си години Аврам Стамболски прекарва в Търново. Живее в семейството на брата на дядо си Тотю Стамболски, Недялко Иванов. Възпитаван е от него в патриотичен дух и наследява идеите за освобождението на България от турското робство. В училището научава турски и гръцки език.
При завръщането си в село Мусина Аврам Стамболски основава и възглавява хайдушка организация, става закрилник и по-късно кмет на селото. Като съратник на Левски, той е и член на Търновския окръжен революционен комитет и председател на революционния комитет в с. Мусина. Аврам Стамболски участва активно и в подготовката на Априлското въстание от 1876 г. – закупува барут, куршуми и оръжие от Румъния и с няколко каруци ги прекарва от Свищов.
В Северна България Априлското въстание започва на 28 април (10 май) 1876 г. в Мусина, където се намира щабът на четата на поп Харитон. Аврам Стамболски активно участва при формирането на четата в селото, като член на военния съвет той е и един от съветниците на войводата.
Четата от около 200 въстаници се сражава с 11-хилядна редовна турска войска, защитавайки Дряновския манастир в продължение на 9 дни. На третия ден от боевете поп Харитон губи зрението си и офицерът от руската армия Петър Пармаков поема командването. Изплашен, игуменът на манастира се измъква през следващата нощ сам, а според други източници с няколко оцелели въстаници. Аврам Стамболски с около 40 души стража, в която са и братята му Йордан и Пенчо, остават като последни защитници на Дряновския манастир. Изборът им е осъзнат, знаят, че битката е неравна. Братът Пенчо оцелява и е единственият продължител на рода Стамболски, Аврам и Йордан оставят по една дъщеря. Костите на загиналите братя се намират в костницата в Дряновския манастир.

## In Memoriam
След Освобождението на България признателните потомци поставят паметна плоча на мястото в близост до Дряновския манастир, където Аврам Стамболски и неговата стража водят последната битка. Плочата е с надпис, увековечаващ саможертвата на защитниците на манастира.